# 성주 배씨
성주 배씨(星州裵氏)는 경상북도 성주군을 본관으로 하는 한국의 성씨이다.

## 역사
시조 배위준(裵位俊)은 고려 삼중대광(三重大匡)으로 벽상공신(壁上功臣)에 올랐다고 한다.
5세손 배인경(裵仁敬)이 고려 충선왕 때 추밀원사(樞密院事)를 지낸 후 흥안부원군(興安府院君)에 봉해졌다.
11세손 배극렴(裵克廉)이 조선 개국공신으로 성산백(星山伯)에 봉해졌으며, 문하좌시중(門下左侍中)에 이르렀다.

## 분파
배인경의 아들인 배문적(裵文迪)과 배무적(裵武迪)으로부터 분파된다. 배문적의 증손인 9세손에서 화당공파(花堂公派), 안렴공파(按廉公派), 진사공파(進士公派), 직제학공파(直提學公派)로 분파됐다. 6세손 배무적은 재신공파(宰臣公派)로 분파됐다.

## 본관
성주(星州)는 경상북도 서남부에 위치한 지명이다. 본래 성산가야국(星山伽倻國)이었으나, 6세기 무렵 신라에 속해 벽진군(碧珍郡) 또는 본피현(本彼縣)이라 하다가 757년(경덕왕 16)에 신안현(新安縣)으로 개칭하여 성산군(星山郡)에 속하였다. 940년(고려 태조 23) 경산부(京山府)로 승격하였다가 980년(경종 6)에 광평군(廣平郡)으로 강등되었다. 995년(성종 14) 대주(岱州)로 바뀌어 도단련사(都團練使)를 두었으며 1018년(현종 9)에는 다시 경산부로 환원되었다. 1295년(충렬왕 21)에 와서는 흥안도호부(興安都護府)를 두어 성주목(星州牧)으로 승격하였으나, 1310년(충선왕 2) 다시 경산부로 강등되었다. 1413년(태종 13)에 성주목(星州牧)으로 승격되었다. 1896년 경상북도 성주군으로 개편되었다.
성주의 옛 지명에 따라 성산 배씨 또는 경산 배씨라고도 한다.

## 인물
- 배극렴(裵克廉, 1325년 ~ 1392년) : 배무적(裵武迪)의 6세손이며 위위시소윤(衛尉寺少尹) 배현보(裵玄甫)의 아들. 1378년 경상도원수로서 왜구를 격파하고, 1380년 밀직부사(密直副使)가 되었다. 1388년의 조전원수(助戰元帥)로서 이성계의 위화도회군을 도왔다. 1389년 문하찬성사(門下贊成事)로 승진하고, 1390년(공양왕 2) 회군공신(回軍功臣)에 추록되었으며 판삼사사(判三司事)가 되었다. 1392년에는 수문하시중(守門下侍中)을 거쳐 문하우시중(門下右侍中)으로서 조선 1등 개국공신이 되고 성산백(星山伯)에 봉해졌으며, 문하좌시중(門下左侍中)에 올랐다. 시호는 정절(貞節).
- 배규(裵規) : 1382년(고려 우왕 8년) 문과에 급제하여 조선 태종 때 대사간(大司諫)에 올랐다.
- 배윤(裵閏) : 배규의 아들. 1411년(조선 태종 11) 식년 문과에 을과로 급제하여 사간원헌납(司諫院獻納)·사헌부장령(司憲府掌令)을 거쳐 집현전직제학(集賢殿直提學)에 이르렀다.
- 배응경(裵應褧, 1544년 ~ 1602년) : 1576년 식년 문과에 을과로 급제하여 정랑을 거쳐 청도군수로 재직하던 중에 임진왜란이 일어나자 의병을 일으켜 왜적과 수백 명을 포획한 공으로 통정대부로 승진하였다. 1595년(선조 28) 순천부사가 되었으며, 1597년 정유재란 때 나주목사로서 금산을 수비하였다. 1601년 대구부사를 지내고, 예조참판에 추증되었다.
- 배흥립(裵興立, 1546년 ~ 1608년) : 1572년(선조 5) 무과에 급제하여 현감을 지내고, 임진왜란 때 조방장으로 이순신의 휘하에서 공을 세워 수군절도사와 병마절도사를 역임하였으며, 공조참판에 이르렀다. 시호는 효숙(孝肅).
- 배설(裵楔, 1551년 ~ 1599년) : 1583년(선조 16) 별시 무과에 급제하고, 임진왜란 때 경상우수사로서 공을 세워 선무원종공신 1등에 책록되었다.
- 배명순(裵命純, 1597년 ~ 1637년) : 1624년(인조 2) 무과에 급제하고 정묘호란 때 선전관(宣傳官)으로서 후금과 싸워 공을 세웠다. 도총부경력(都摠府經歷)·감찰(監察)·군기시첨정(軍器寺僉正)·보성군수(寶城郡守)·절충장군(折衝將軍)·함경북도병마우후(咸鏡北道兵馬虞候)·덕원도호부사(德源都護府使)를 지냈다. 병자호란 때 영장(營將)으로서 철수하는 청나라 군사와 철령에서 싸워 승리하였다. 퇴각하는 청나라군을 추격하였으나 복병의 기습으로 전사하였다. 사후 병조판서에 추증되었다. 시호는 충숙(忠肅).
- 배정휘(裵正徽, 1645년 ~ 1709년) : 배설의 증손. 1673년(현종 14) 식년 문과에 을과로 급제하여 사헌부지평(司憲府持平), 사간원헌납(司諫院獻納), 평강현감(平康縣監) 등을 역임하였다.
- 배성룡(裵成龍, 1896년 ~ 1964년) : 통일독립촉진회 조직에 참여해 상무집행위원, 조직국장 등을 지내면서 남북통일운동을 전개하였다. 건국훈장 애족장이 추서되었다.
- 배영호(裵泳鎬) : 제21대 법무부 장관
- 배정현(裵廷鉉, 1909년 ~ 1978년) : 대법관
- 배수곤(裵秀坤, 1923년 ~ 2007년) : 제5대 은행감독원장
- 배상태(裵相台) : 친일반민족행위자
- 배영식(裵英植) : 제18대 국회의원
- 배일도(裵一道) : 제17대 국회의원

## 과거 급제자
성산 배씨는 조선시대 문과 급제자 11명을 배출하였다.
문과
배무화(裵舞和) 배상익(裵尙益) 배윤(裵閏) 배응경(裵應褧) 배윤명(裵胤命) 배정휘(裵正徽)
배덕문(裵德文) 배추(裵樞) 배한(裵瀚) 배한(裵閑) 배헌장(裵憲璋) 
무과
배대길(裵大吉) 배두성(裵斗星) 배만성(裵萬成) 배문익(裵文翼) 배상(裵祥)
배상순(裵尙舜) 배상형(裵尙珩) 배선복(裵善福) 배설(裵楔) 배승환(裵承還)
배시량(裵時亮) 배언소(裵彦熽) 배우량(裵友良) 배우빈(裵宇彬) 배응덕(裵應德)
배정식(裵廷式) 배정우(裵廷祐) 배태기(裵泰期) 배택주(裵擇柱) 배평수(裵平壽)
배한욱(裵翰郁) 배홍적(裵弘績) 배흥립(裵興立)
생원시
배겸(裵謙) 배상룡(裵象龍) 배상익(裵尙益) 배석기(裵石麒) 배성오(裵星五)
배순명(裵順命) 배승희(裵升喜) 배영수(裵穎秀) 배윤명(裵胤命) 배응경(裵應褧)
배응곤(裵應袞) 배익휘(裵益徽) 배준민(裵俊敏) 배진강(裵振綱) 배진휘(裵晉徽)
배충범(裵忠範) 배한(裵閑) 배한룡(裵漢龍)
진사시
배덕린(裵德璘) 배상익(裵尙益) 배상호(裵尙虎) 배석곤(裵錫坤) 배순룡(裵舜龍)
배신(裵紳) 배우(裵祐) 배유화(裵幼華) 배윤성(裵胤性) 배윤장(裵允章)
배윤휴(裵胤休) 배이장(裵以章) 배장환(裵章煥) 배정휘(裵正徽) 배정희(裵鼎喜)
배준수(裵俊秀)

## 항렬자
- 대동항렬

| 26세                        | 27세                                | 28세                        | 29세                                | 30세                        | 31세                                | 32세                        | 33세                                | 34세                        | 35세                                | 36세                        |
| --------------------------- | ----------------------------------- | --------------------------- | ----------------------------------- | --------------------------- | ----------------------------------- | --------------------------- | ----------------------------------- | --------------------------- | ----------------------------------- | --------------------------- |
| 동(東) 상(相) 병(秉) 낙(樂) | 口환(煥) 口휴(烋) 口찬(燦) 口희(熙) | 효(孝) 중(重) 경(坰) 재(在) | 口호(鎬) 口흠(欽) 口종(鍾) 口탁(鐸) | 태(泰) 영(泳) 한(漢) 호(浩) | 口식(植) 口근(根) 口주(柱) 口표(杓) | 노(魯) 용(容) 연(然) 병(炳) | 口곤(坤) 口규(圭) 口달(達) 口기(基) | 현(鉉) 용(鏞) 용(鎔) 진(鎭) | 口원(源) 口해(海) 口담(湛) 口경(逕) | 영(榮) 정(禎) 병(柄) 종(棕) |

## 집성촌
- 경상북도 성주군 대가면 도남리
- 경상북도 김천시 조마면 신안리
- 경상북도 의성군 비안면 쌍계리
- 경상북도 고령군 덕곡면 본리리
- 대구광역시 달성군 옥포읍 송촌리
- 강원특별자치도 철원군 원남면 죽대리
- 함경남도 영흥군 억기면 양중리, 향하리
- 전북특별자치도 김제시 백구면 마산리
- 경상북도 성주군 월항면 보암리
- 전북특별자치도 무주군 적상면 삼유리

## 인구
- 1985년 성주 배씨(15,477가구, 64,297명) + 성산 배씨(6,765가구, 27,351명) = 91,648명
- 2000년 성주 배씨(27,829가구, 90,239명) + 성산 배씨(11,293가구, 36,164명) = 126,403명
- 2015년 성주 배씨 83,620명 + 성산 배씨 65,052명 = 148,672명

## 참고 자료
- “성주배씨(星州裵氏)”. 뿌리를 찾아서.[깨진 링크(과거 내용 찾기)]